# Mabel Elwes
Mabel Eleanor Elwes (Thornton Heath, 3 augustus 1878 – Cambridge, 18 november 1950), ook gekend als Mabel Eleanor Sarton, was een kunstenares die zich toegelegde op diverse takken van de kunst. Haar echtgenoot George Sarton (1884-1956) was een Belgisch-Amerikaanse wetenschapshistoricus en hun dochter May Sarton (1912-1995) was dichter, romanschrijver en autobiograaf.

## Biografie
Elwes werd geboren als tweede kind van Richard Gervase Elwes (1841-1906), een Britse bouwkundig ingenieur en Eleanor Cole (1848-1939) en was de zus van Hugh Geoffrey Elwes (1877-?). Het gezin had een progressieve kijk op het leven en was onder meer lid van de South Place Ethical Society, een organisatie gericht op vrijdenkerij. Over de kinder- en jeugdjaren van Elwes is weinig gekend. Het beroep van haar vader zorgde ervoor dat hij meermaals in het buitenland tewerkgesteld werd waardoor Mabel Elwes een onstandvastige educatie kreeg.
Wellicht in 1894 werd hier verandering in gebracht. Elwes volgde toen lessen aan de Kensington High School, een meisjesschool voor secundair onderwijs die was opgericht door de Girl’s Public Day School Compagny. Na deze studies trok Elwes in het najaar van 1896 naar Gent en meer bepaald naar het Institut Charles de Kerchove. Ze leerde er Céline Dangotte (1883-1975) kennen, die later een befaamde interieurzaak had. Wellicht combineerde Elwes haar lessen aan het Institut de Kerchove met studies aan de Blackheath School of Arts. Ze werd er onderricht in de miniatuurkunst. Toch besloot Elwes om vanaf 1904 hoofdzakelijk in België te blijven. Meer nog, ze werd in datzelfde jaar geadopteerd door Dangotte’s ouders, Adolphe Dangotte (1858-1942) en Leopoldine Coppieters (1860-1912).
In 1905 besloten Mabel Elwes en Céline Dangotte zich aan te sluiten bij de Flinken, een sociaal geëngageerde groep vrouwen. Zij kwamen regelmatig bijeen om te discussiëren over maatschappelijke kwesties, alsook om elkaar aan te moedigen bij hun zelfstudie. Niet veel later, sloot de groep zich aan bij het mannelijk genootschap Reiner Leven dat was opgericht door George Sarton. Tussen deze laatste en Elwes ontstond een vriendschap die uiteindelijk zou uitdraaien tot een huwelijk. 
Tussen 1905 en 1908 was Elwes ingeschreven aan de Gentse Academie. Samen met Cécile Boonans (1882-1957) en Madeleine van Thorenburg (1880-1961), was ze een van de eerste vrouwen die werd toegelaten tot de schildersklas van Jean Delvin (1853-1922). In het najaar van 1908 vertrok Elwes naar Zürich, waar ze school liep aan de Kunstgewerbeschule. Hier kreeg ze een opleiding als boekbinder van de kunstenaar Julius de Praetere (1879-1947).
Op 11 juni 1911 trouwde Mabel Elwes met George Sarton. Samen kochten ze een huis in Wondelgem, waar op 3 mei 1913 hun dochter May Sarton werd geboren. Door de Eerste Wereldoorlog trok het gezin in 1915 naar de Verenigde Staten. Hier richtte Elwes twee ondernemingen op waar onder meer haar ontwerpen voor borduurwerk, alsook meubilair werden verkocht. Daarnaast doceerde ze ook aan verschillende scholen, zoals de Winsor School in Boston.
Hoewel Elwes nog meermaals terugkeerde naar België en Engeland, zou ze zich samen met haar echtgenoot en dochter in Cambridge (Verenigde Staten) vestigen tot aan haar dood in 1950.

## Werk
Het overgeleverde oeuvre van Mabel Elwes bestaat uit niet minder dan negen verschillende media. De beginjaren van haar carrière bestaan voornamelijk uit de beeldende kunsten, namelijk miniaturen, aquarellen, houtskool- en pasteltekeningen. 
Pas na haar studies aan de Kunstgewerbeschule verlegt Elwes de focus naar de toegepaste kunsten. Door deze opleiding was ze geschoold als boekbinder, maar ze spitste zich toch vooral toe op het ontwerpen van borduurwerk en meubilair. Ze maakte voornamelijk geborduurde jurken, handtassen, kussenslopen en gordijnen. De florale en vegetatieve motieven (bloemen, bladeren, vogels, vlinders, etc.) in geabstraheerde vorm zijn beperkt in hoeveelheid en worden soms gecombineerd met geometrische figuren. Een duidelijke inspiratiebron voor Elwes was de Glasgow-stijl en in het bijzonder de ontwerpen van de Schotse Charles Rennie Mackintosh (1868-1928). In het algemeen kan het toegepast oeuvre van Elwes gesitueerd worden op de overgang van de art nouveau naar de art deco. 
In 1911 wordt Elwes officieel aangesteld bij de interieurzaak van haar adoptiemoeder Léopoldine Coppieters. Na haar overlijden in 1912, nam Céline Dangotte de zaak over onder de naam L’Art Décoratif Céline Dangotte(AD/CD). Wellicht zou Elwes tot op latere leeftijd ontwerpen maken voor deze firma. 

## Tentoonstellingen
Vanaf 1903 nam Elwes deel aan verschillende tentoonstellingen. Hiertoe behoorden exposities van Belgische kunstverenigingen (bijvoorbeeld de Cercle artistique et littéraire en l’Association artistique), alsook de driejaarlijkse salons en wereldtentoonstellingen. 
Ook in samenwerking met AD/CD stelde Elwes herhaaldelijk tentoon. Met Albert Van huffel creëerde ze bijvoorbeeld een salon voor de afdeling decoratieve kunsten voor het Salon triennal in Brussel in 1914. 